# 웅지세무대학교
웅지세무대학교(雄祉稅務大學校, Woongi Accounting & Tax Collage)는 대한민국 경기도 파주시의 사립 전문대학이다.

## 연혁
2003년 학교법인 웅지학원의 송상엽에 의하여 웅지세무대학이 설립되었다. 이듬해 3월 1일 개교하였다.
한편, 2011년, 2012년, 2013년과 2014년에 교육과학기술부 등에서 정부배정지원제한대학으로 선정한 이력이 있다. 2015년과 2016년 실시된 대학구조개혁평가에서 E등급을 맞은 바 있고, 2017년 실시된 점검에서 재정 지원 제한 조치가 유지된다. 2018년 실시된 대학기본역량진단 역시 재정지원제한대학으로 선정된 바 있다. 2022년, 정부 재정 지원 제한 대학에 선정되어 정부 재정지원 사업 지원과 신청이 전면 중단되며, 이 학교의 신입생과 편입생은 한국장학재단의 국가장학금과 학자금 대출 신청을 할 수 없다.

## 교육편제
웅지세무대학교는 회계세무정보과, 세무행정과, 부동산감정평가과, 공기업경영과 등 4개의 학과를 편제하고 전문학사 학위 과정을 운영하고 있다.

## 학사 커리큘럼
아침 8시에 기상 후 아침 9시부터 수업이다. 오후 7시까지 수업을 하며 오후 7시 30분 부터 밤 10시 30분까지 자기학습(자율학습)을 한다. 또한 웅지세무대학교는 중간고사 및 기말고사와는 별개로 매주 수시고사를 치르며 수시고사는 실제 학점에 반영한다.

## 캠퍼스 풍경
웅지세무대학교는 경기도의 사립 전문대학으로, 금승리에 캠퍼스가 위치한다. 캠퍼스는 5개의 건축물이 위치해 있다. 캠퍼스 서측 웅지로144번길과 접속하여 캠퍼스 접근이 가능하다.